# Wilhelm Prager
Wilhelm Prager (* 6. September 1876 in Augsburg; † 20. April 1955 in Prien am Chiemsee) war ein deutscher Bühnen- und Filmschauspieler, Theaterregisseur, Filmregisseur und Filmproduzent, Spezialgebiet Dokumentarfilme.

## Leben und Wirken
Der Sohn eines gleichnamigen Börsianers und Wirtschaftsredakteurs besuchte die Handelsschule und durchlief anschließend eine kaufmännische Lehre. Zur Jahrhundertwende fasste Wilhelm Prager die Schauspielerei ins Auge und ließ sich an der Theaterschule Otto König in München künstlerisch ausbilden. Seien Einstand gab er 1902 in St. Gallen. Es folgten Bühnenverpflichtungen nach Meiningen, in seine Geburtsstadt Augsburg und nach Wien, ehe er 1907 in Berlin eintraf, um dort einer Verpflichtung an das von Eugen Robert und Adolf Edgar Licho geleitete Hebbel-Theater nachzukommen. Später wirkte Prager auch an den von Max Reinhardt geführten Bühnen der Reichshauptstadt und führte am Deutschen Theater von 1910 bis 1914 auch Bühnenregie. Mit Reinhardts Inszenierung König Ödipus ging Prager auf Europatournee und trat in diesem Rahmen auch in London, Stockholm, Budapest und Odessa auf.
Nach Ende des Ersten Weltkriegs wechselte Wilhelm Prager in die Filmbranche. Er wirkte anfänglich als Schauspieler und verkörperte allerlei Dunkelmänner in Schauergeschichten. Von 1919 bis Kriegsende 1945 stellte er Dokumentarfilme her, die oftmals im Auftrag der UFA-Kulturfilmabteilung produziert wurden. Bei einigen dieser Arbeiten aus dem Bereich Tiere, Landwirtschaft, Folklore und Sport verfasste Prager auch das Manuskript. Besonders bekannt wurde sein 1925 uraufgeführtes und in Zusammenarbeit mit Nicolas Kaufmann hergestelltes Werk Wege zu Kraft und Schönheit, in dessen Handlungsmittelpunkt die Präsentation von Gymnastik, Sport und verschiedenen Ausdrucksformen des Tanzes stehen. Prager zeichnete Anfang der 1920er Jahre aber auch für den einen oder anderen Spielfilm verantwortlich, darunter auch die drei 1921 produzierten Märchenfilme „Der kleine Muck“, „Tischlein deck dich …“ und „Der fremde Prinz“. Mit der Pege-Film GmbH hatte er im September 1922 eine eigene Produktions- und Vertriebsfirma gegründet. 1928 drehte er einen Olympische-Spiele-Film, 1930 wurde nach Pragers Drehbuch der Expeditionsfilm „Am Rande der Sahara“ herausgebracht.
Pragers besonderes Augenmerk als Dokumentarfilmer galt stets den Pferden. Er drehte insgesamt elf Filme über die Pferdezucht (wie beispielsweise Die Spanische Hofreitschule zu Wien und Jugend der Lipizzaner sowie Paradies der Pferde), eine Dokumentation über die Zucht von Trakehnern im gleichnamigen ostpreußischen Gestüt. Letztgenannte Arbeit wurde 1936 auf der Pariser Weltausstellung mit einer Goldmedaille ausgezeichnet. Nach dem Zweiten Weltkrieg zog sich Wilhelm Prager weitgehend aus der Filmbranche zurück und ließ sich in einem kleinen Ort am Chiemsee nieder. Mit Glück im Stall, einer frühen Nachkriegskulturfilmproduktion der Bavaria, entstand 1950 sein letztes Werk, das von der Zucht und Haltung bayerischer Pferde handelt. Ein weiteres Filmprojekt über die Chiemsee-Region scheiterte an der Finanzierung.

## Filmografie
als Schauspieler:
- 1919: Indische Nächte
- 1919: Irrlicht
- 1920: Der gelbe Tod (2 Teile)
- 1921: Tischlein deck dich
- 1921–22: Fridericus Rex

als Regisseur und (bis 1939) Drehbuchautor, wenn nicht anders angegeben:
- 1920: In der Sommerfrische (Dokumentarfilm)
- 1921: Der kleine Muck
- 1921: Tischlein deck dich
- 1922: Der falsche Prinz
- 1924: Die Radio-Heirat
- 1925: Wege zu Kraft und Schönheit (Co-Regie, Dokumentarfilm)
- 1925: Die neue Großmacht (Dokumentarfilm über die Arbeiter-Olympiade 1925 in Frankfurt/Main, auch Drehbuch)[2]
- 1928: De olympische spelen (Dokumentarfilm, nur Regie)
- 1930: Am Rande der Sahara (Dokumentarfilm, nur Drehbuch)
- 1930: Salon der Meerungeheuer (Kurzdokumentarfilm)
- 1931: Geheimnisse im Pflanzenleben (Kurzdokumentarfilm)
- 1932: Bauernhochzeit (Kurzdokumentarfilm)
- 1933: Spiegel (nur Drehbuch)
- 1935: Soldatenlieder (Kurzfilmregie)
- 1935: Paradies der Pferde (Dokumentarfilm)
- 1937: In der Rott (Kurzfilm)
- 1938: Alm im Karwendel (Kurzdokumentarfilm)
- 1939: Wald im Winter (Kurzdokumentarfilm)
- 1939: Jagd-Reiten (Kurzdokumentarfilmregie)
- 1939: Die Spanische Hofreitschule zu Wien (Kurzdokumentarfilm)
- 1941: Pferde am Berg (Kurzdokumentarfilm)
- 1941: Heuzug im Allgäu (Kurzdokumentarfilmregie)
- 1942: Schwere Burschen (Kurzdokumentarfilm)
- 1942: Ponys (Kurzdokumentarfilm)
- 1943: Auf geht’s (Kurzdokumentarfilm)
- 1950: Glück im Stall (Dokumentarfilm)